# Îlot Hiengu
L’îlot Hiengu est un îlot de Nouvelle-Calédonie appartenant administrativement à Houaïlou.